# Batavernas uppror
Batavernas uppror startade i den romerska provinsen Germania Inferior (dagens södra Nederländerna), och varade mellan år 69 och 70. Det var ett uppror riktat mot romarriket, som startades av den germanska folkstammen bataverna, en liten men militärt stark stam som bebodde deltat där Rhen flyter ut i havet. Andra stammar slöt upp från provinsen Gallia Belgica, däribland friserna.
Under ledarskap av den bataviske prinsen Gaius Julius Civilis samt avhoppade romerska generaler lyckades man tillfoga Rom ett förödmjukande nederlag i slaget vid Castra Vestra, där två legioner besegrades. Därefter skickade den nye romerske kejsaren Vespasianus totalt åtta legioner under generalen Quintus Petillius Cerialis som lyckades besegra rebellerna år 70. Bataverna tvingades erkänna Rom som segrare och fick en permanent romersk legion stationerad inom sitt territorium vid dagens Nijmegen.

### Allmänna källor
- Jona Lendering, De randen van de aarde (2000 Amsterdam)
- Livius.org: The Batavian revolt